# Frangy
Frangy település Franciaországban, Haute-Savoie megyében. Lakosainak száma 2136 fő (2022. január 1.). Frangy Chaumont, Chessenaz, Chilly, Desingy és Musièges községekkel határos.

## Népesség
A település népességének változása:
| Lakosok száma | 2019 | 2086 | 2218 | 2119 | 2086 | 2052 | 2047 | 2049 | 2136 |
|               | 2013 | 2015 | 2016 | 2017 | 2018 | 2019 | 2020 | 2021 | 2022 |